# Dom firmy „Krusche-Ender” w Łodzi
Dom firmy „Krusche-Ender” – kamienica znajdująca się przy ul. Piotrkowskiej 143 w Łodzi.

## Historia
Kamienica została wzniesiona według projektu architekta Dawida Landego w latach 1898–1899, pierwotnie jako dwupiętrowy budynek. Powstał jako główne biuro sprzedaży dla jednej z największych pabianickich firm „Krusche & Ender”.

## Architektura
Fasada jest eklektyczna z elementami renesansowymi, neogotyckimi i manierystycznymi. Na czwartej osi drugiej, trzeciej i czwartej kondygnacji ma wykusz oraz wysoki szczyt nad pierwszą i drugą osią. Początkowo kamienica była dwupiętrowa i miała jako element dekoracyjny polichromię ścienną, która była określana w łódzkiej prasie jako modernistyczna. W latach 1923–1924 została podwyższona o dwa piętra, prawdopodobnie również według projektu Dawida Landego. Podczas przebudowy zamalowano polichromię, którą odsłonięto w roku 1996 podczas renowacji budynku. Charakterystyczne są wysokie kondygnacje z zagospodarowanym poddaszem. Brama wjazdowa usytuowana jest w północnej skrajnej osi z wykuszem zwieńczonym iglicowym hełmem po prawej stronie.